# Europahuis (Sint Antoniusbank)

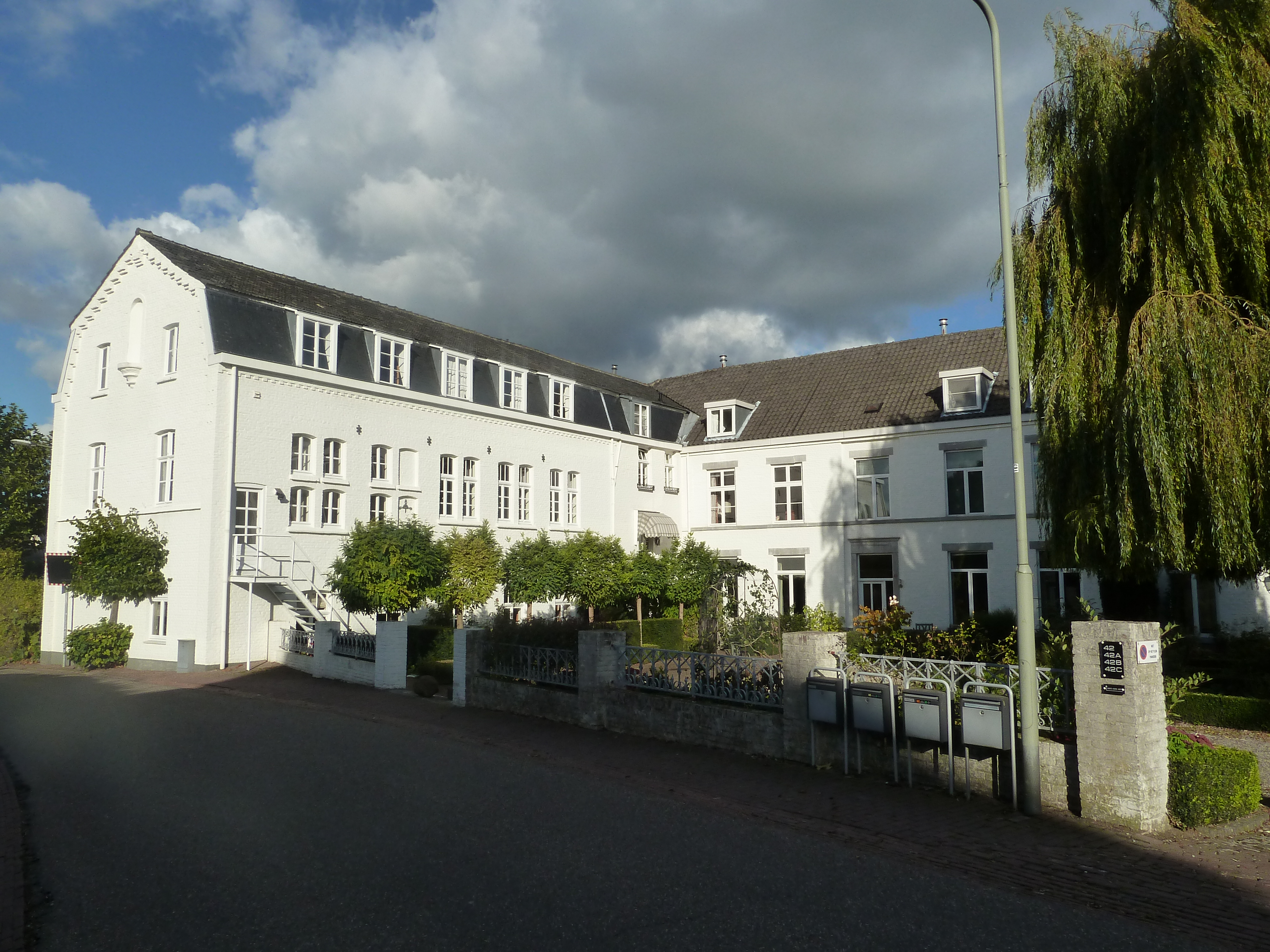
Noordelijk deel van het gebouw

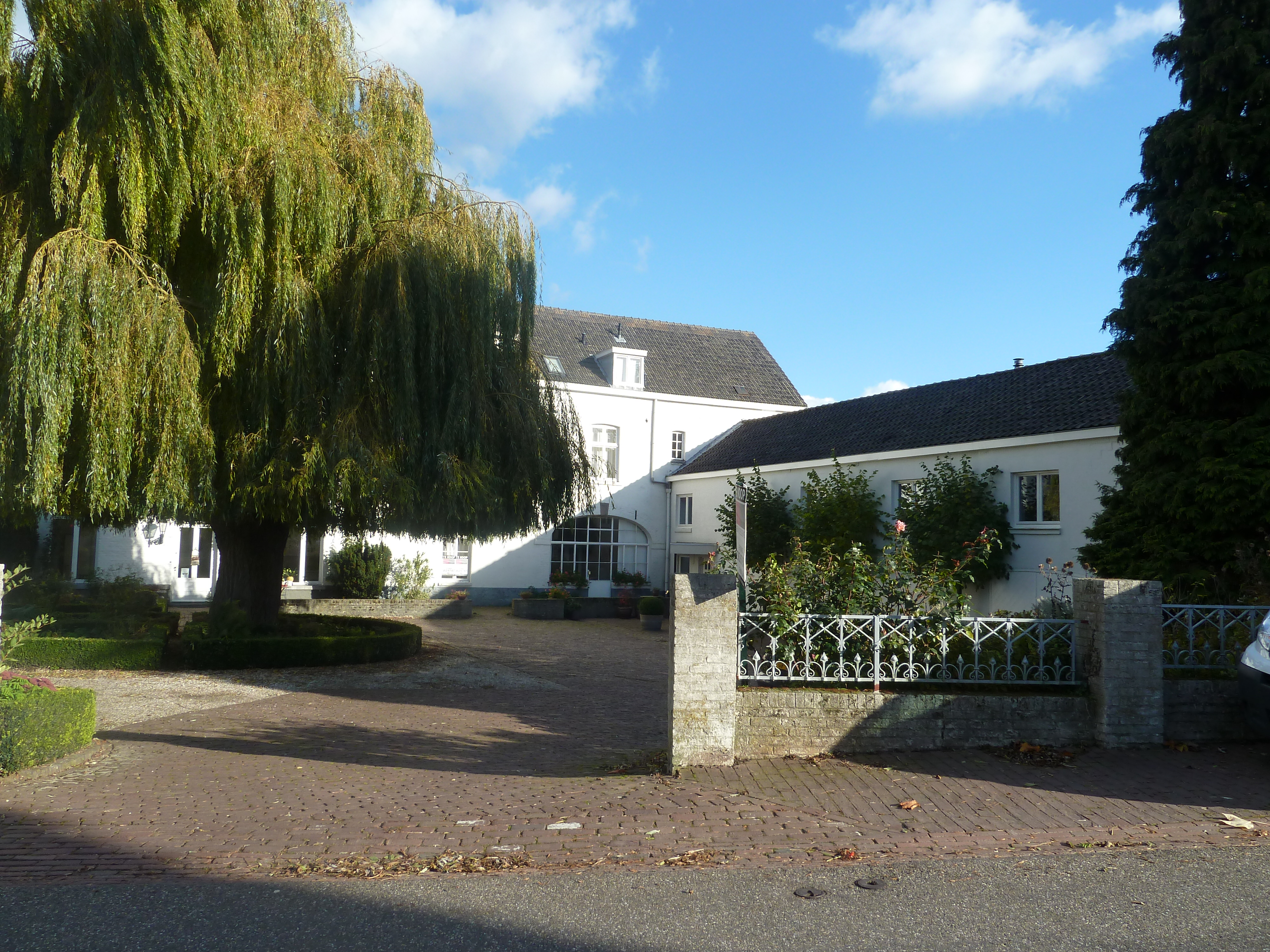
Zuidelijk deel van het gebouw

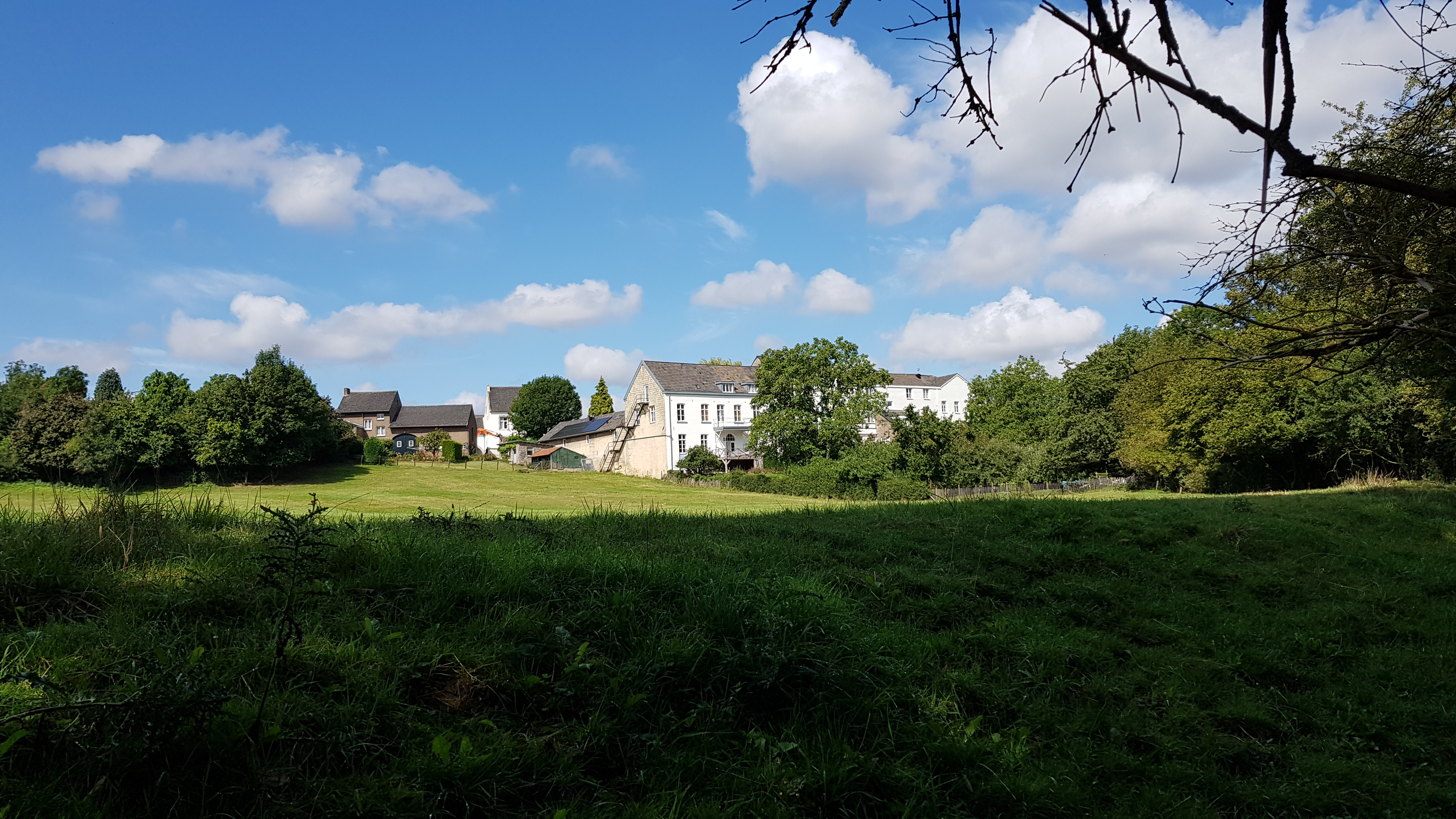
Het gebouw gezien van bij de Mariagrot

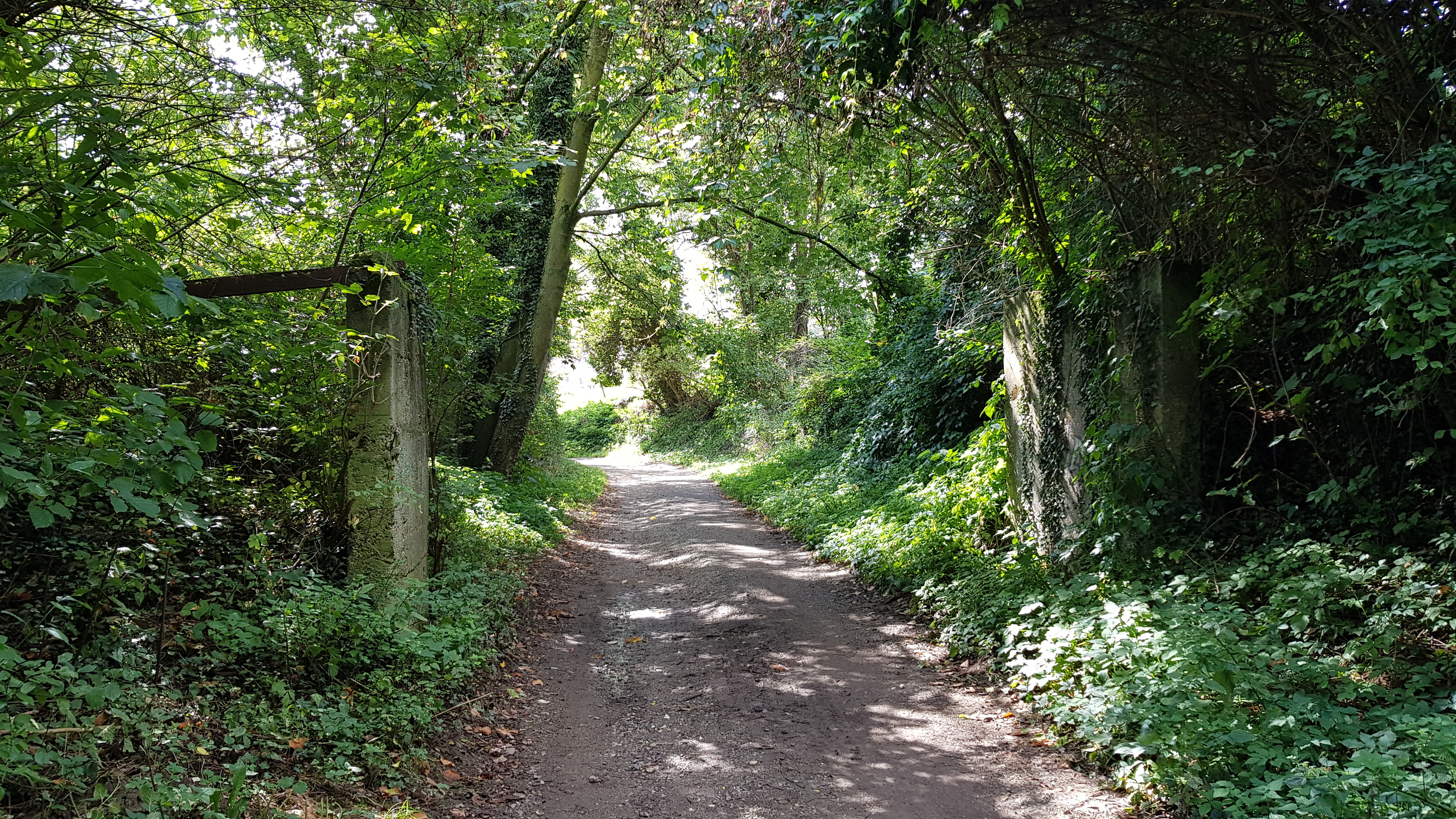
restanten van het bruggetje naar de Mariagrot

Het Europahuis of Hotel Rooding is een voormalig klooster en appartementencomplex in Sint Antoniusbank in de Nederlandse gemeente Eijsden-Margraten in Zuid-Limburg. Het gebouw staat op het adres Sint Antoniusbank 42, even ten zuiden van Bemelen.
Op ongeveer 200 meter naar het oosten ligt de Mariagrot in het Bemelerbos op de westelijke helling van de Mettenberg.

## Geschiedenis
Van het gebouw is voor 1900 bijna niets bekend. Ergens in of rond het eerste decennium van de 20e eeuw werd het gebouw gekocht door de zusters Visitandinen uit Frankrijk. Ze dachten dat ze uit Frankrijk verdreven zouden worden, maar dat bleek niet te gebeuren en zij verhuurden het van oktober 1910 tot januari 1911 aan de zusters van Heer.
In september 1931 werd het gebouw eigendom van de Heren Philosophen van de Sociëteit voor Afrikaanse Missiën. Het gebouw was toen in gebruik als grootseminarie. Ergens in deze periode legden de broeders in het bos aan de oostzijde van het klooster een Mariagrot aan. Vanuit het ommuurde klooster konden de broeders in het bos en bij de Mariagrot komen via een bruggetje over de bosweg.
In 1935 was het gebouw in dusdanig slechte toestand dat op 16 december 1935 de Heren Philosophen naar Engeland vertrokken. Hierna kwamen ongeveer 20 broeders van deze congregatie in het gebouw te wonen.
In mei 1950 verhuisden de broeders van Sint Antoniusbank naar het Missiehuis in Cadier en Keer. Het kloostergebouw werd toen voor f 40.000,- verkocht aan de heer J. Rooding. Deze vestigde Hotel Rooding in het gebouw.
In de periode 1964 tot september 1966 werd het gebouw gebruikt door de Staatsmijnen om Joegoslavische en later ook Marokkaanse gastarbeiders te huisvesten.
In de herfst van 1967 werd het gebouw in gebruik genomen door het Europahuis dat uit Borgharen naar hier verhuisde.
Na het vertrek van het Europahuis uit het gebouw werd het gebouw verbouwd tot appartementencomplex.